# 2006년 동계 올림픽 산마리노 선수단
2006년 동계 올림픽 산마리노 선수단은 이탈리아 토리노에서 개최된 2006년 동계 올림픽에 참가한 올림픽 산마리노 선수단이다.
총 한 명의 선수가 알파인스키 한 종목에 출전하였으나 완주에 실패하였다.

## 알파인스키
유일한 산마리노 국가대표 선수인 마리노 카르델리가 알파인스키 대회전 종목에 최하위 순위 참가자로 출전하였지만 완주에는 실패하였다. 다만 실격처리 때문에 뒤에서 두번째로 통과한 것으로 처리되었다.
| 선수            | 세부 종목   | 1차 시기   | 2차 시기   | 합계       | 순위       |            |
| 마리노 카르델리 | 남자 대회전 | 완주 못 함 | 완주 못 함 | 완주 못 함 | 완주 못 함 | 완주 못 함 |